# Ludovic Delacotte
Ludovic Delacotte (ur. 13 czerwca 1974) – francuski judoka. Startował w Pucharze Świata w latach 1994-1996 i 1998-2001. Wicemistrz Europy w drużynie w 1997. Brązowy medalista igrzysk śródziemnomorskich w 1997. Mistrz Francji w 1995 roku.